# Georg Camitz (1722–1785)
För andra betydelser, se Georg Camitz (olika betydelser).
Georg Camitz, född 1722 i Kristinehamn, död 1785 på Strömsnäs gård, var en svensk brukspatron.

## Biografi
Georg Camitz tillhörde, enligt traditionen, en adlig släkt från Schlesien. Hans far, Johan Camitz, var vågmästare och brukspatron; och hans mor, Maria Wester, var dotter till Peder Andersson Wester. Camitz var brukspatron på Nedre Degerfors och Strömsnäs vid Letälven.
Camitz var gift med sin kusin Brita Maria Wester (1730–1791) som var dotter till hovrättsrådet Nils Wester och friherrinnan Juliana Charlotta Kruuse af Verchou.